# Страх од промаје
Страх од промаје је збирка прича Слободана Бубњевића, објављена 2013. у издавачкој кући Књижевна радионица Рашић.
Књига је привукла пажњу читалачке публике и позитивно је оцењена од књижевних критичара у Србији. 
"Збирка Страх од промаје у извесном је смислу „концептуална", у три поглавља са по четири приче распоређен је својеврсни каталог популарних страхова, у неку руку "српских", тј. оних који су стереотип за ове крајеве – како и сам наслов збирке сугерише – али и свељудских, универзалних", пише Теофил Панчић у листу "Време". 
"Бубњевић је написао увјерљиву и бритку збирку приповједака. Оно што је особито битно је његова способност асоцијативног, симболичког или метафоричког спајања на први поглед диспаратних дијелова у кохерентну цјелину", закључује Давор Бегановић за портал Аутограф. 
Књижевни критичар Саша Ћирић у часопису SIC назвао књигу "мисијом политичке субверзије", критичар Владимир Арсенић наводи да је важно чвориште "оно које проповетке повезује са жанром политичког трилера", док Наташа Анђелкковић за дневни лист Блиц пише да "кад би ова књига била слика, на њој би био насликан неко ко је озбиљан, а смешка се".